# Tunedromia
Tunedromia is een geslacht van kreeftachtigen uit de klasse van de Malacostraca (hogere kreeftachtigen).

## Soort
- Tunedromia yamashitai (Takeda & Miyake, 1970)